# Cyklon Maschinenfabrik
Die Cyklon Maschinenfabrik GmbH (manchmal auch Cyclon) war ein deutscher Hersteller von Motorrädern und Automobilen mit Sitz in Berlin (Mainzer Straße 22/23) und Produktionsstätten an der Friedrichshainer Boxhagener Straße im Block 74. Sie gehörte zum Unternehmenskomplex Deutsche Kabelwerke des Fabrikanten Siegfried Hirschmann. Ab 1919 gehörten die Cyklon-Werke zur Unternehmensgruppe von Jakob Schapiro.
Das nach Plänen des Bauingenieurs Karl Bernhard errichtete Produktionsgebäude in der Boxhagener Straße stand seit den 1990er Jahren unter Denkmalschutz, wurde aber 2006 abgerissen. Unter Hinzunahme weiterer Areale der Umgebung entstand auf der Fläche das neue Wohnquartier Box Seven.

## Geschichte

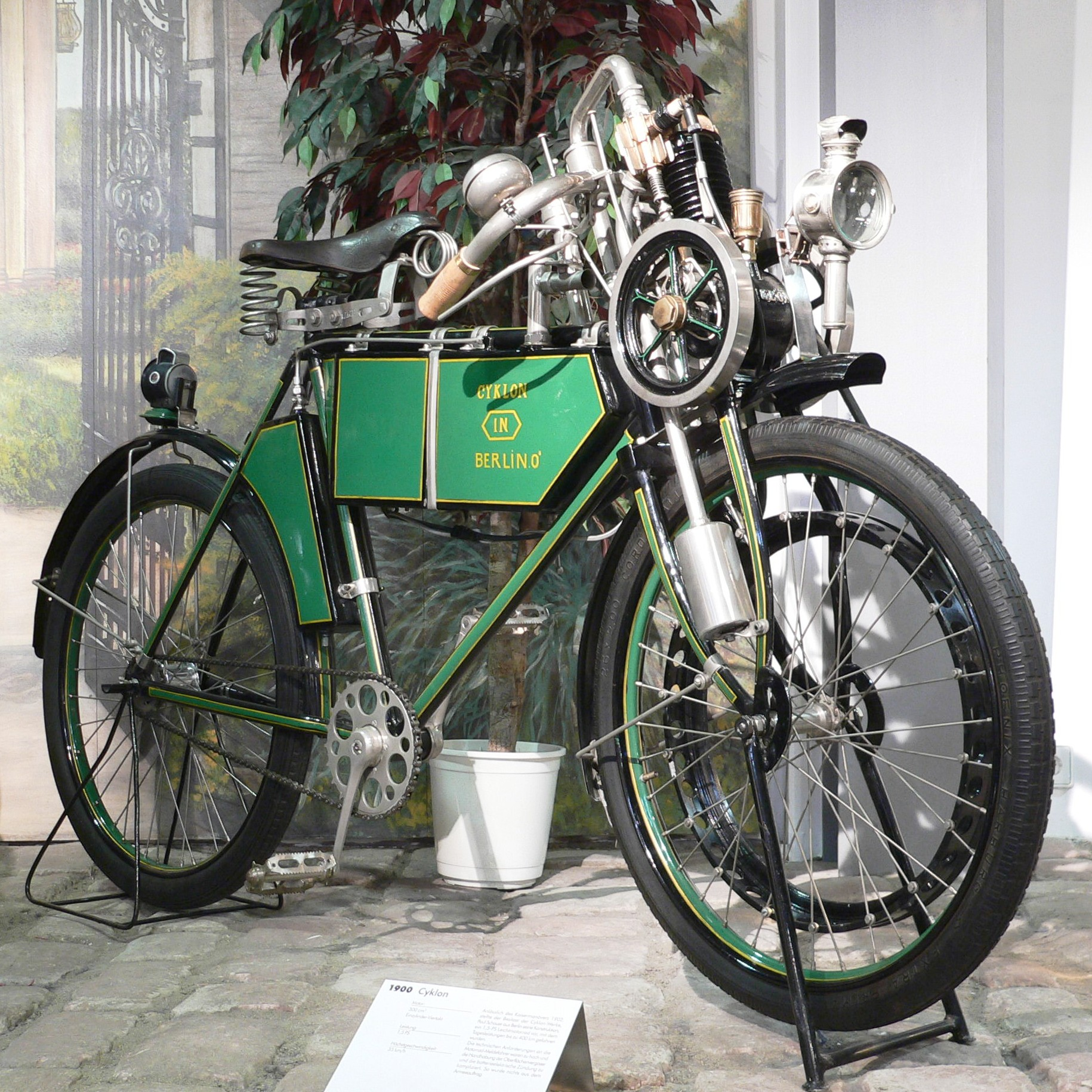
Cyklon von 1900 im Zweirad-Museum Neckarsulm

### Motorräder (1900–1905)
Der Firmengründer Paul Schauer (1870–1958), ein Ingenieur, wohnhaft in Charlottenburg, begann 1900 als einer der ersten in Deutschland mit der Serienfertigung von Motorrädern. Dazu verwendete er Einbaumotoren von Werner, Zedel und De Dion-Bouton. Das erste Modell war ein Zweirad mit Frontantrieb. Ein lenkerfester, luftgekühlter, wechselgesteuerter Motor mit einem Einlassschnüffelventil, 300 cm³ und 1,5 PS trieb über einen Riemen das Vorderrad an. Ein beabsichtigter Armeeauftrag kam 1902 nicht zustande, weil die Handhabung zu kompliziert erschien. Die Motorradproduktion wurde 1905 eingestellt.

### Automobile (1902–1923, 1927–1931)

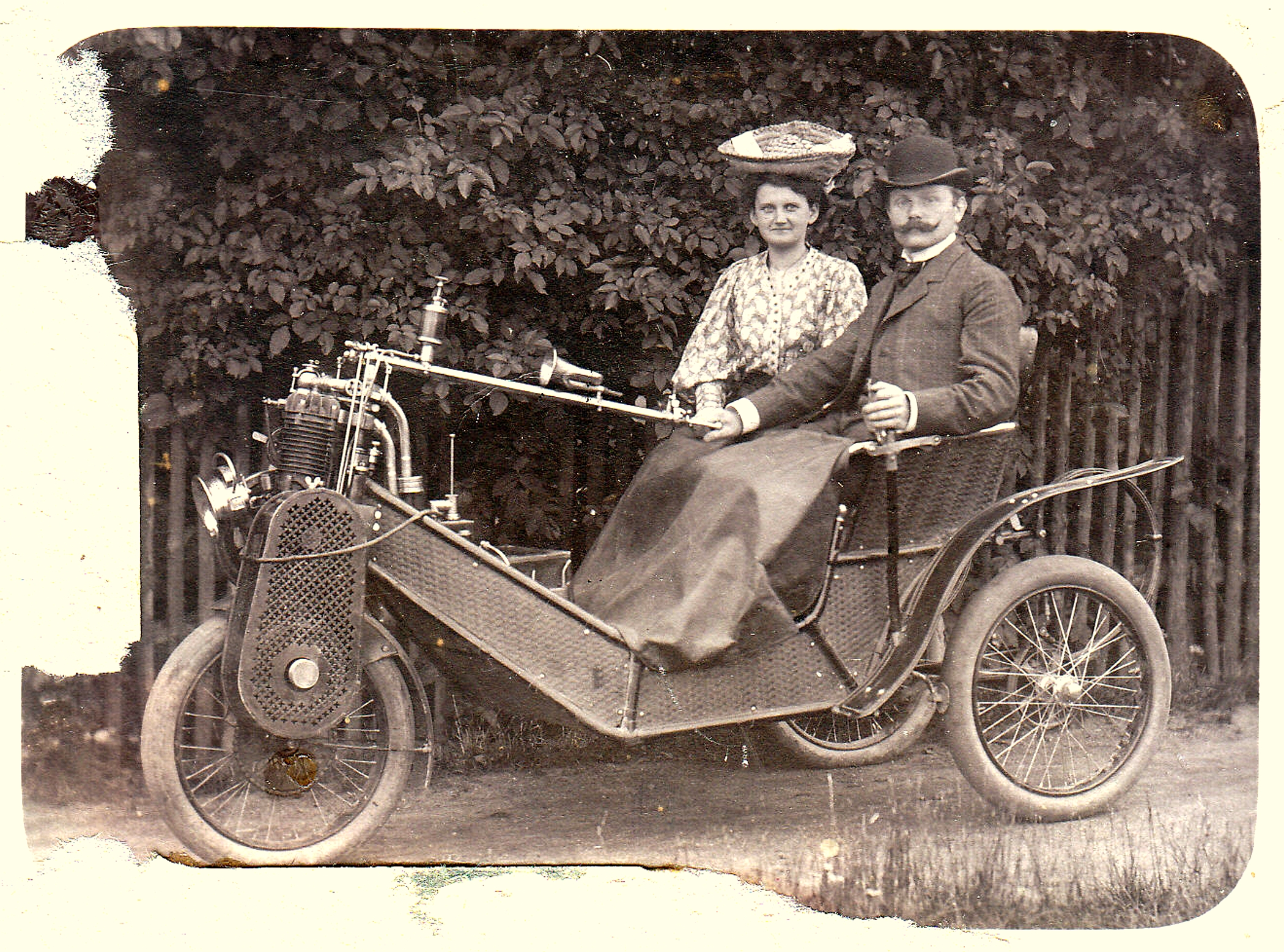
Cyklonette mit Eigentümer Georg Knobloch Radeberg, um 1904

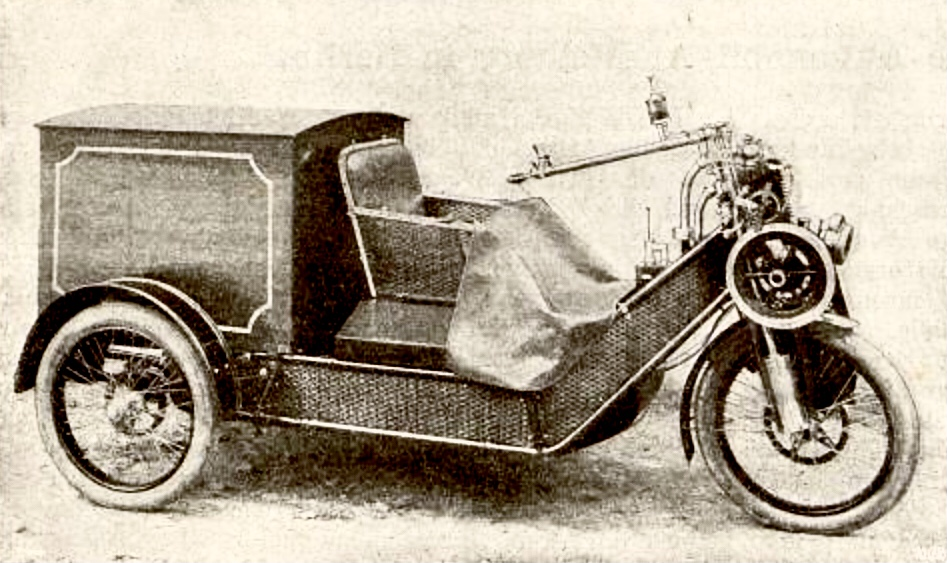
Cyklonette Postfahrzeuge um 1907

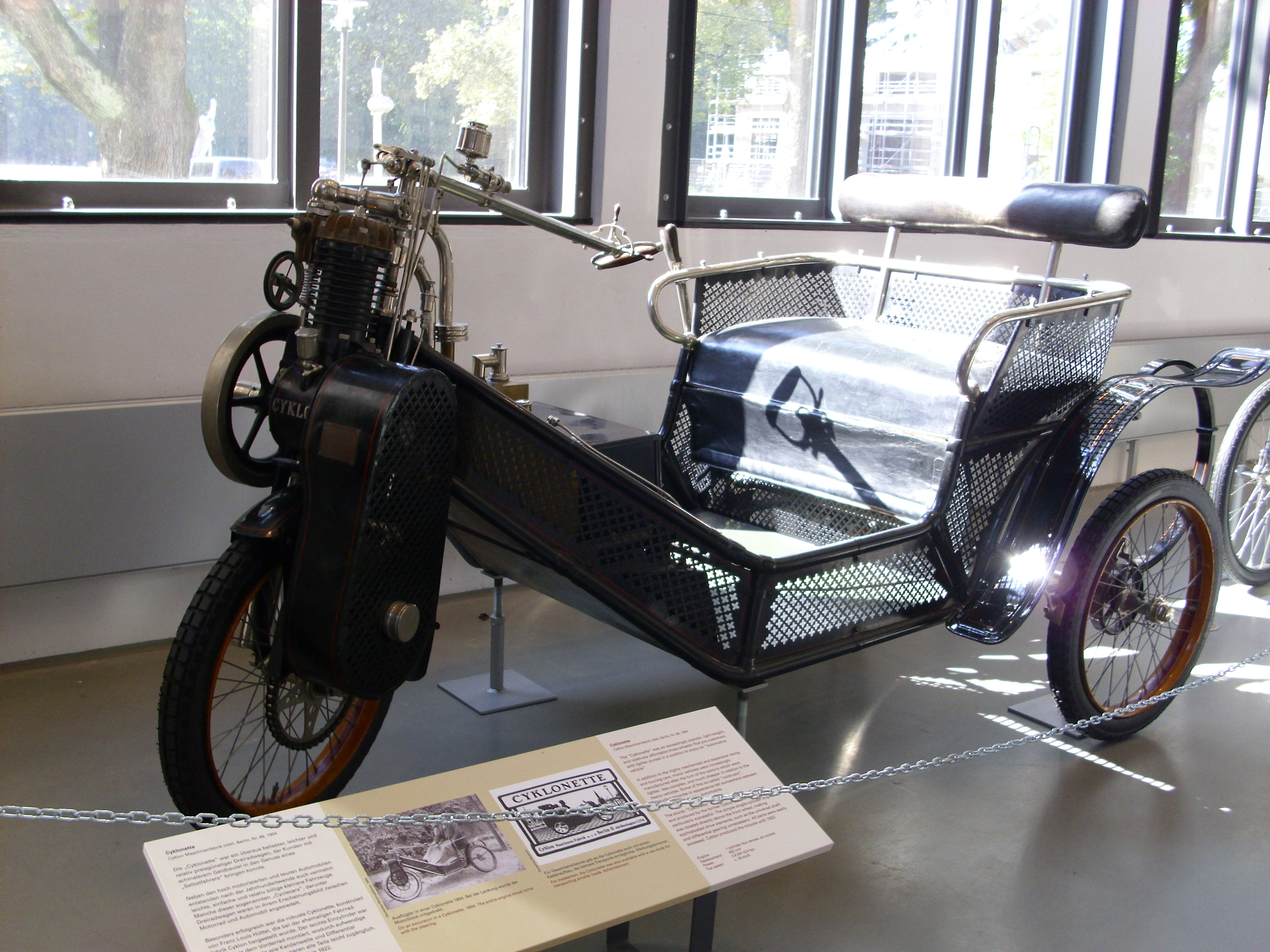
Cyklon Cyklonette von 1904

Im Jahr 1902 brachte die Firma ein dreirädriges Fahrzeug (ein Rad vorne, Starrachse hinten) mit auf dem Vorderrad aufgebauten Einzylindermotor unter dem Namen Cyklonette heraus. Der Motor hatte 450 cm³ Hubraum und lieferte 3,5 PS (2,6 kW). Über einen Riemen, später über eine Rollenkette, wurde das Vorderrad mit fester Übersetzung angetrieben. Ein langer Hebel mit Gaszug und Zündverstellung diente zur Lenkung des Fahrzeugs. Zwei Jahre später gab es auch eine Version mit zwei Zylindern (750–1290 cm³, 10 PS (7,4 kW)). Ein ähnliches Fahrzeug baute fast gleichzeitig die Zittauer Maschinenfabrik Gustav Hiller unter der Marke Phänomobil.
Auf den aus I-Trägern geschweißten Rahmen gab es verschiedene Aufbauten mit zwei oder vier Sitzen, zwei oder vier Türen. Vor allen Dingen Lieferfahrzeuge wurden gefertigt. 1914 entfiel die einzylindrige Cyklonette, 1923 wurde auch das Zweizylindermodell eingestellt. Anschließend entstanden Fahrgestelle für das Unternehmen Schebera.

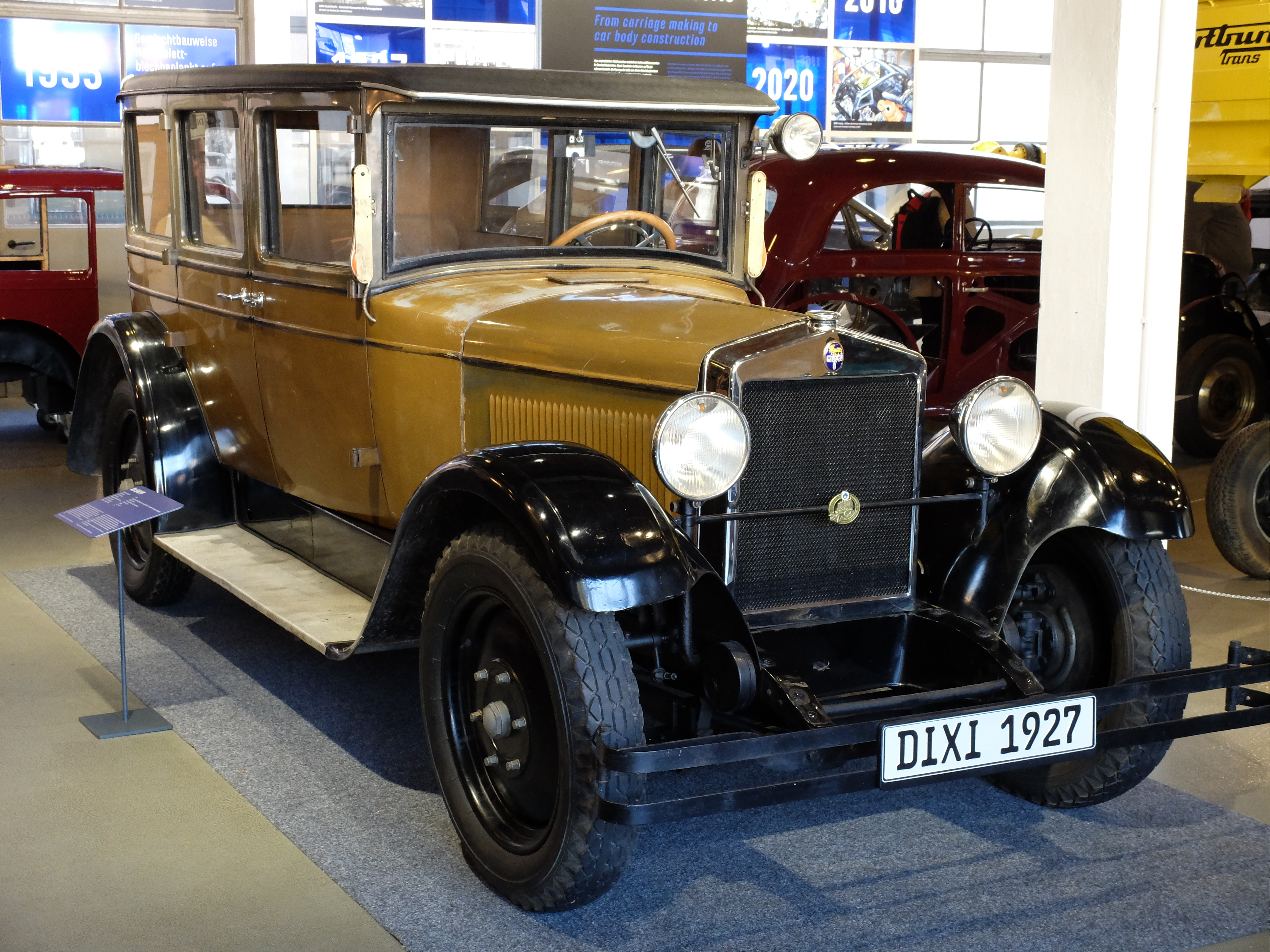
Dixi 9/40 PS von 1927

Ab 1927 wurde wieder ein Pkw eigener Konstruktion angeboten. Der 9/40 PS hatte die gleiche Karosserie von Ambi-Budd wie der Adler Standard 6 und war der billigste Sechszylinderwagen Deutschlands. Dixi vertrieb das Fahrzeug zusammen mit eigenen Produkten. Nachdem BMW Dixi übernommen hatte, musste die Produktion des Wagens 1929 mangels Vertriebsmöglichkeiten eingestellt werden. Im gleichen Jahr erschien ein neuer Sechszylinder mit 1,8 Litern Hubraum, von dem aber in zwei Jahren nur wenige Exemplare gebaut wurden. 1931 wurde die Firma im amtlichen Register gelöscht.

## Fabrikgebäude
Nach Aufgabe der Cyklon-Produktion diente das Fabrikgebäude der Mutterfirma Deutsche Kabelwerke AG für verschiedene Produktionszwecke.